# Gabriele Gien

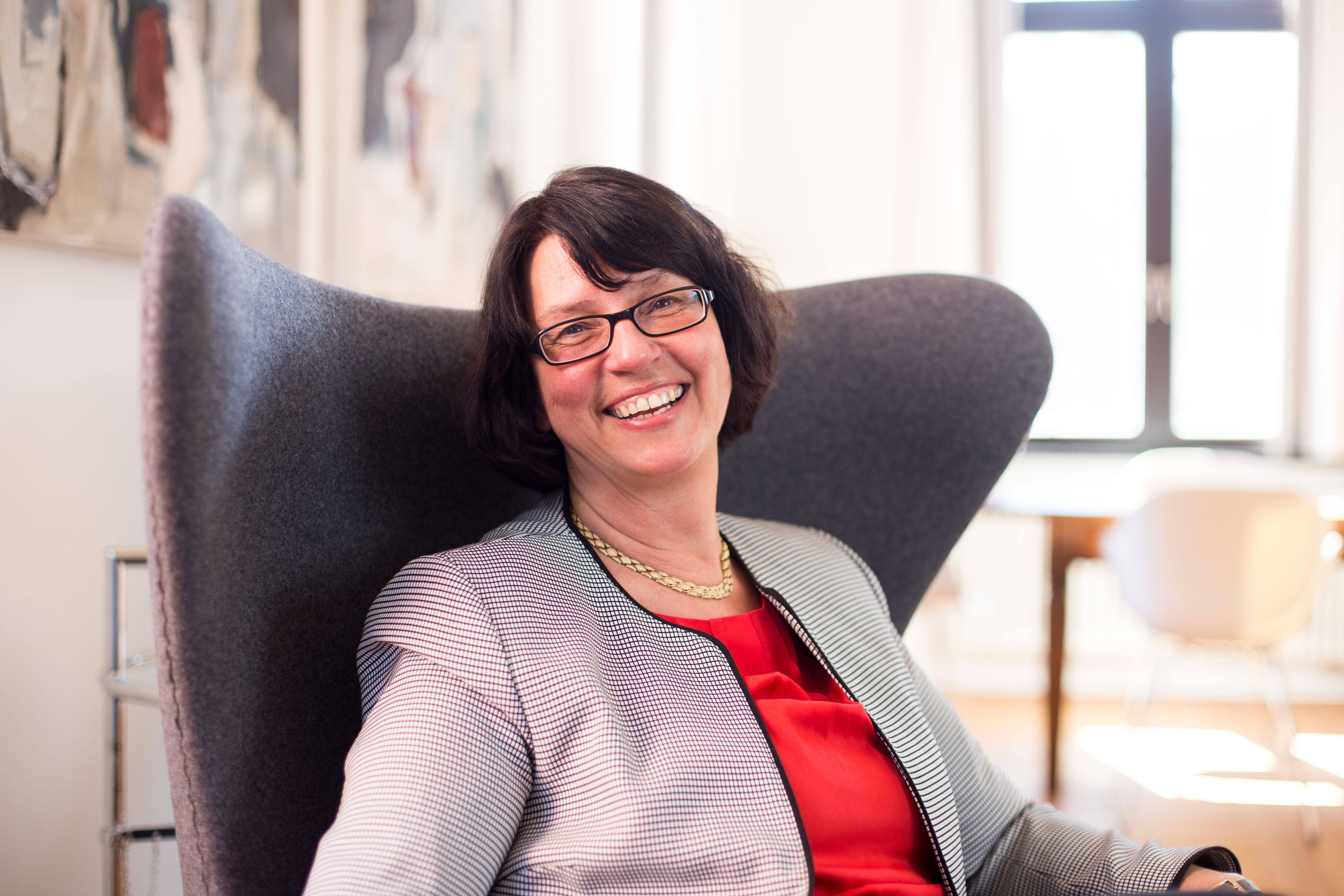
Gabriele Gien (2017)

Gabriele Monika Gien (* 11. Januar 1962 in München) ist eine deutsche Germanistin und Fachdidaktikerin und derzeitige Präsidentin der Katholischen Universität Eichstätt-Ingolstadt.

## Leben
Sie studierte auf Lehramt mit den Fächern Germanistik, Kunstgeschichte und Pädagogik an der LMU München. Parallel zum Schuldienst promovierte sie 1995 in Grundschuldidaktik mit der Dissertation Ganzheitliches Lernen mit Kunstbildern – heute. Die Bedeutung von Kunstbildern in der kindlichen Lebenswelt – heute als Impuls für einen ganzheitlich – mehrdimensionalen Umgang mit Bildern im Grundschulalter und habilitierte sich anschließend mit einer Langzeitstudie zur Entwicklung metaphorischer Kompetenz von Kindern und Jugendlichen. 
An der Katholischen Universität Eichstätt-Ingolstadt war sie von 2008 bis 2014 Inhaberin des Lehrstuhls für Didaktik der deutschen Sprache und Literatur sowie Vizepräsidentin für Studium und Lehre, bevor sie im Oktober 2014 zur Interimspräsidentin und seit Oktober 2016 zur Präsidentin ernannt wurde.
Sie ist mit dem südafrikanischen Opernsänger Laurence Gien verheiratet. Ihre Tochter ist die Schriftstellerin Anna Gien.

## Werke (Auswahl)
Ganzheitliches Lernen mit Kunstbildern – heute. Die Bedeutung von Kunstbildern in der kindlichen Lebenswelt – heute als Impuls für einen ganzheitlich-mehrdimensionalen Umgang mit Bildern im Grundschulalter. Roderer, Regensburg 1996, ISBN  3-89073-924-5. Zugleich: München, Univ., Diss., 1995.

## Auszeichnungen
- 2024 Hochschulmanagerin des Jahres[4]